# Sông Vàm Cỏ

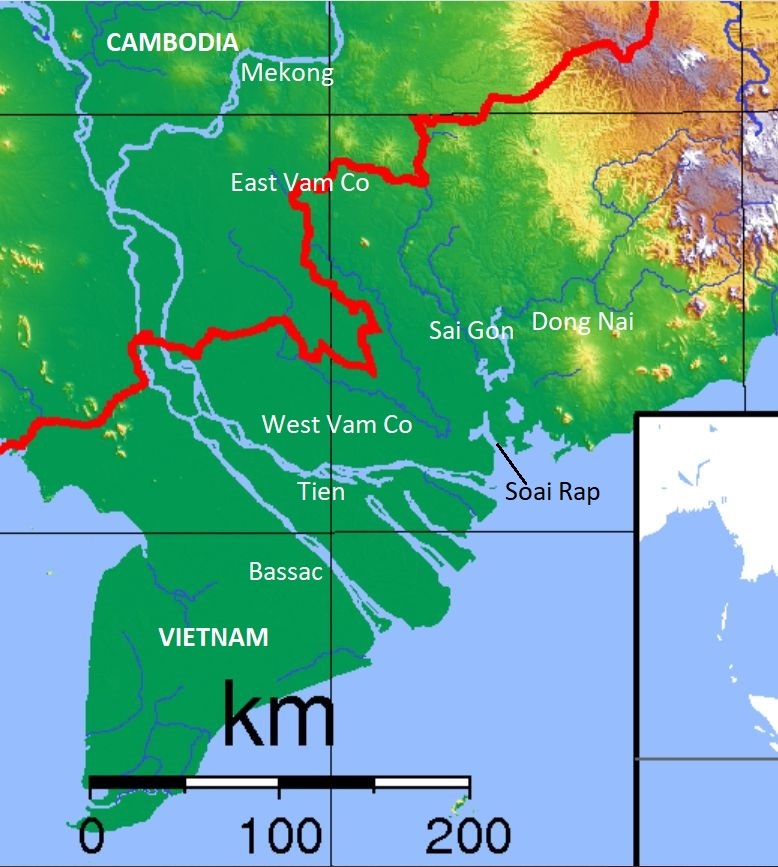
Sông Vàm Cỏ Đông và sông Vàm Cỏ Tây.

Sông Vàm Cỏ là một dòng sông ở Nam Bộ, Việt Nam, thuộc hệ thống sông Đồng Nai. Sông này có khoảng 10 phụ lưu trong đó hai phụ lưu trực tiếp tạo nên dòng sông là sông Vàm Cỏ Đông và sông Vàm Cỏ Tây đều bắt nguồn từ tỉnh Prey Veng (Campuchia) rồi hợp lưu tại ngã ba Bần Quỳ (Tân Trụ). Sông Vàm Cỏ chảy theo hình chữ W từ tây sang đông và đổ nước vào sông Soài Rạp, cách cửa Soài Rạp khoảng 12 km. Tính từ chỗ ngã ba Vàm Cỏ Đông - Vàm Cỏ Tây đến ngã ba sông Soài Rạp, Vàm Cỏ dài 35,5 km. Sông Vàm Cỏ chảy trong địa phận tỉnh Long An (huyện Châu Thành ở hữu ngạn, huyện Cần Đước ở tả ngạn), đồng thời tạo thành ranh giới tự nhiên và ranh giới hành chính giữa hai tỉnh Long An (huyện Cần Đước ở tả ngạn) và Tiền Giang (thành phố Gò Công và huyện Gò Công Đông ở hữu ngạn).
Sông Vàm Cỏ tuy ngắn nhưng có đến 3 tên gọi. Ngoài tên gọi Vàm Cỏ ra, đoạn gần ngã ba Bần Quỳ còn gọi là sông Xá Hương, đoạn giáp với sông Soài Rạp gọi là Vàm Bao Ngược.

## Cầu qua sông
Cầu Mỹ Lợi, nối huyện Cần Đước, Long An và thành phố Gò Công, Tiền Giang, trên quốc lộ 50.